# مسعود سلیمان
مسعود سلیمان (انگلیسی: Masoud Sulaiman؛ زادهٔ ۱۶ ژوئن ۱۹۹۲) بازیکن فوتبال اهل امارات متحده عربی است.
وی همچنین در تیم ملی فوتبال United Arab Emirates بازی کرده‌است.